# Síndrome de Dubin-Johnson
El síndrome de Dubin-Johnson es un trastorno heredado de manera autosómica recesiva, que causa un aumento de la concentración de bilirrubina conjugada sin la elevación de enzimas del hígado y no asociada con hemólisis. Por lo general, es diagnosticado en la infancia. El hígado tiende a volverse rosado oscuro o marrón por la acumulación de pigmentos —metabolitos de polímeros de epinefrina— en los hepatocitos.

## Cuadro clínico
La mayoría de los pacientes no tienen síntomas pero tienden a verse ictéricos por razón de la falla en el transporte de bilirrubina. Característicamente, la sangre del paciente, desde su nacimiento, tiene concentraciones elevadas de bilirrubina, predominantemente de la fracción conjugada, causando una hiperbilirrubinemia.
La expectativa de vida es similar a un individuo sin el trastorno, por lo que el tratamiento de la enfermedad por lo general no es requerido. Tanto el embarazo como el uso de anticonceptivos orales empeoran la ictericia.

## Causa

El síndrome de Dubin-Johson tiene un patrón de herencia autosómico recesivo

El síndrome de Dubin-Johnson se debe al fallo del transportador MRP-2 en los hepatocitos. Este se encarga de transportar la bilirrubina conjugada en los hepatocitos hacia los canalículos biliares. En estos pacientes, la bilirrubina conjugada no es excretada normalmente por lo que se acumula en el hígado y pasa a la sangre causando así su aumento.